# (494) Virtus
(494) Virtus – planetoida z grupy pasa głównego asteroid okrążająca Słońce w ciągu 5 lat i 62 dni w średniej odległości 2,99 j.a. Została odkryta 7 października 1902 roku w Landessternwarte Heidelberg-Königstuhl w Heidelbergu przez Maxa Wolfa. Nazwa planetoidy pochodzi od Virtus, rzymskiej personifikacji odwagi. Przed nadaniem nazwy planetoida nosiła oznaczenie tymczasowe (494) 1902 JV.